# Miheșu de Câmpie
Miheșu de Câmpie é uma comuna romena localizada no distrito de Mureș, na região histórica da Transilvânia. A comuna possui uma área de 52.47 km² e sua população era de 2597 habitantes segundo o censo de 2007.